# Листвинська сільська рада (Овруцький район)
Листвинська сільська рада — колишня адміністративно-територіальна одиниця та орган місцевого самоврядування у Словечанському й Овруцькому районах Коростенської і Волинської округ, Київської й Житомирської областей Української РСР та України з адміністративним центром у с. Листвин.

## Населені пункти
Сільській раді були підпорядковані населені пункти:
- с. Листвин
- с. Кошечки
- с. Рокитне

## Населення
Кількість населення ради, станом на 1923 рік, становила 2 984 особи, кількість дворів — 571.
Відповідно до результатів перепису населення СРСР, кількість населення ради, станом на 12 січня 1989 року, становила 2 145 осіб.
Станом на 5 грудня 2001 року, відповідно до перепису населення України, кількість мешканців сільської ради становила 1 674 особи.

## Склад ради
Рада складалася з 16 депутатів та голови.

### Керівний склад сільської ради
| ПІБ                      | Основні відомості                                                                                     | Дата обрання | Дата звільнення |
| ------------------------ | --- | ------------ | --------------- |
| Хилевич Микола Дмитрович | Сільський голова, 1975 року народження, освіта, член Соціал-демократичної партії України (об'єднаної) | 26.03.2006   | 31.10.2010      |
| Хилевич Микола Дмитрович | Сільський голова, 1975 року народження, освіта вища, член Партії регіонів                             | 31.10.2010   |                 |

Примітка: таблиця складена за даними джерела

## Історія
Створена 1923 року в складі сіл Антоновичі, Кошечки, Листвин, Петраші, Радіоновичі (Раліоновичі) та Франківка Словечанської волості Овруцького повіту Волинської губернії. Станом на 17 грудня 1926 року в підпорядкуванні значилися хутори Задорожок, Зелене, Клепчиха, Межирічка, Поросля Антонович, Ракитки (згодом — Рокитне) та Собчак. На 1 жовтня 1941 року хутори Зелене, Клепчиха, Межирічка, Поросля Антнович та Собчак не перебували на обліку населених пунктів.
Станом на 1 вересня 1946 року сільська рада входила до складу Словечанського району Житомирської області, на обліку в раді перебували села Антоновичі, Задорожок, Кошечки, Листвин, Петраші, Радіоновичі, Рокитне та Франківка.
2 вересня 1954 року, відповідно до рішення Житомирського облвиконкому № 1087 «Про перечислення населених пунктів в межах районів Житомирської області», с. Антоновичі та х. Задорожок передані до складу Словечанської сільської ради Словечанського району. 29 червня 1960 року, відповідно до рішення Житомирського облвиконкому № 683 «Про об'єднання деяких населених пунктів в районах області», в зв'язку з фактичним злиттям, села Петраші, Радіоновичі та Франківка приєднано до с. Листвин.
На 1 січня 1972 року сільська рада входила до складу Овруцького району Житомирської області, на обліку в раді перебували села Кошечки, Листвин та Рокитне.
Припинила існування 8 листопада 2017 року через об'єднання до складу Словечанської сільської територіальної громади Овруцького району Житомирської області.
Входила до складу Словечанського (7.03.1923 р.) та Овруцького (30.12.1962 р.) районів.